# Au Bord des continents
 (septembre 2024).
Si vous disposez d'ouvrages ou d'articles de référence ou si vous connaissez des sites web de qualité traitant du thème abordé ici, merci de compléter l'article en donnant les références utiles à sa vérifiabilité et en les liant à la section « Notes et références ».
Au Bord des continents est une maison d'édition bretonne créée en 1993 par Patrick Jézéquel, qui désirait travailler conjointement avec des illustrateurs d'affiches et de cartes postales. 
Elle publie principalement des ouvrages d'illustration de Fées et de lutins, des albums jeunesse et des bandes dessinées, notamment de Sandrine Gestin et d'Elian Black'mor, toujours dans l'univers du merveilleux. La société utilisait à l'origine le label « Avis de Tempête » avant de publier directement sous sa raison sociale, sans rien changer à son orientation.
Au Bord des Continents n'est à l'origine présente qu'en Bretagne, mais s'étend peu à peu à toute la France et exporte désormais ses ouvrages en Suisse, au Québec et en Belgique.

## Publications
- Elian Black'mor, Sur la piste des dragons oubliés, Morlaix, Au bord des continents, 2007, 60 p. (ISBN 978-2-911684-57-9)
- Jean-Baptiste Monge et Pierre Dubois, Celtic faeries, 2008, 104 p. (ISBN 978-2-911684-56-2 et 9782911684562)
- Delphine Gache et Patrick Jézéquel, Les Cahiers enchantés de Lily Rose Poddington, 2010, 60 p. (ISBN 978-2-911684-81-4 et 9782911684814)